# Korpus Interwencyjny

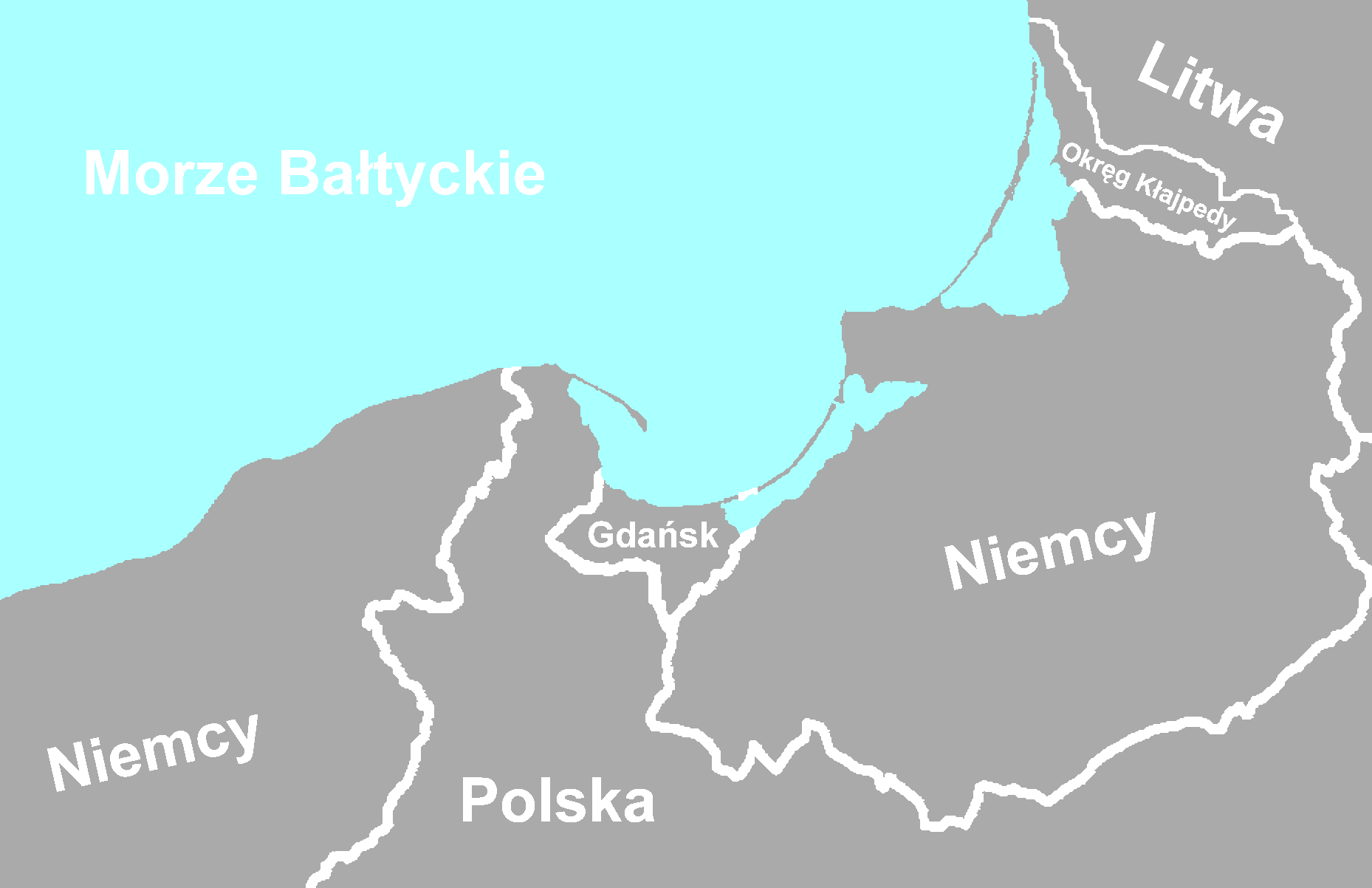
Wolne Miasto Gdańsk, Niemcy i Polska

Korpus Interwencyjny – wyższy związek taktyczny Wojska Polskiego, przeznaczony w czasie pokoju do zadań specjalnej interwencji wewnątrz lub na zewnątrz państwa, zaś w okresie mobilizacji do wzmocnienia sił w strefie granicy zagrożonej.

## Historia Korpusu Interwencyjnego
Korpus Interwencyjny nie występował w pokojowej organizacji Wojska Polskiego. Był mobilizowany w okresie zagrożenia, w grupie jednostek oznaczonych kolorem brązowym (Kwatera Główna Korpusu z pododdziałami łączności, baterie artylerii przeciwlotniczej wielkich jednostek, lotnictwo) i w mobilizacji alarmowej, w grupie jednostek oznaczonych kolorem czarnym.
Według planu mobilizacyjnego „W” w grupie jednostek oznaczonych kolorem czarnym znalazły się niżej wymienione wielkie jednostki, oddziały i pododdziały:
- 26 Dywizja Piechoty
- 28 Dywizja Piechoty[1]
- 10 Brygada Kawalerii[2]
- II Dywizjon 4 Pułku Artylerii Ciężkiej w Tomaszowie Mazowieckim
- 8 Bateria Pomiarów Artylerii mob. przez 2 Dywizjon Pomiarów Artylerii w Rembertowie
- 1 Batalion Czołgów Lekkich mob. przez 3 Batalion Pancerny w Warszawie
- 2 Batalion Czołgów Lekkich mob. przez 2 Batalion Pancerny w Żurawicy
- Pociąg Pancerny nr 11 mob. przez 1 Dywizjon Pociągów Pancernych w Legionowie
- Pociąg Pancerny nr 12 mob. przez 1 Dywizjon Pociągów Pancernych
- Pociąg Pancerny nr 13 mob. przez 1 Dywizjon Pociągów Pancernych
- kompania telefoniczna nr 60
- pluton łączności Kwatery Głównej nr 60
- pluton radio nr 60
- drużyna parkowa łączności nr 60
- Kolumna Samochodów Osobowych Nr 11 mob. przez 3 Batalion Pancerny
- Kolumna Samochodów Ciężarowych Typ I[3] Nr 151 mob. przez 3 Batalion Pancerny
- Kolumna Samochodów Ciężarowych Typ I Nr 152 mob. przez 3 Batalion Pancerny
- Kolumna Samochodów Ciężarowych Typ II[4] Nr 153 mob. przez 3 Batalion Pancerny
- Kolumna Samochodów Ciężarowych Typ II Nr 154 mob. przez 3 Batalion Pancerny
- Kolumna Samochodów Ciężarowych Typ II Nr 155 mob. przez 3 Batalion Pancerny
- Kolumna Samochodów Ciężarowych Typ I Nr 251 mob. przez Kadrę 9 Batalionu Pancernego w Lublinie
- Kolumna Samochodów Ciężarowych Typ II Nr 252 mob. przez Kadrę 9 Batalionu Pancernego
- Kolumna Samochodów Ciężarowych Typ I Nr 1051 mob. przez 2 Batalion Pancerny
- Kolumna Samochodów Sanitarnych Typ I Nr 101 mob. przez 3 Batalion Pancerny
- Kolumna Samochodów Sanitarnych Typ I Nr 201 mob. przez Kadrę 9 Batalionu Pancernego
- Kolumna Samochodów Sanitarnych PCK Typ I Nr 203 mob. przez Kadrę 9 Batalionu Pancernego
- Kolumna Samochodów Sanitarnych PCK Typ I Nr 1002 mob. przez 2 Batalion Pancerny
- Polowa Rozlewnia MPS Nr 11 mob. przez 3 Batalion Pancerny
- Batalion Saperów Typ I Nr 81 mob. przez 2 Pułk Saperów w Puławach
- Batalion Motorowy Saperów Nr 90 mob. 4 Pułk Saperów w Przemyślu[5]
- Pluton Mostowy 4 Tonowy Nr 81 mob. przez 2 Pułk Saperów
- Kompania Parku Saperów Nr 14 mob. przez 2 Pułk Saperów
- Pluton Parkowy Saperów nr 14 mob. przez 2 Pułk Saperów
- Lekka Kolumna Pontonowa Typ I Nr 121 mob. przez 2 Pułk Saperów
- Pluton Pieszy Żandarmerii Nr 121 mob. Pluton Żandarmerii Skierniewice
- Pluton Konny Żandarmerii Nr 53 mob. Pluton Żandarmerii Dęblin

Plan mobilizacyjny „W” wszedł w życie 1 maja 1938 roku, lecz nie został wykorzystany i sprawdzony w czasie zajęcia Zaolzia. Prawdopodobnie nie chciano ujawniać jego założeń.
22 marca 1939 roku marszałek Edward Śmigły-Rydz zatwierdził założenia planu operacyjnego „Z”, w tym ugrupowanie wyjściowe do pierwszej fazy działań. Według pierwotnego założenia wszystkie wielkie jednostki i większość pododdziałów mobilizowanych w grupie czarnej weszły w skład Odwodu Głównego Naczelnego Wodza.
23 marca 1939 roku szef Sztabu Głównego WP, gen. bryg. Wacław Stachiewicz zarządził sformowanie jednostek czerwonych i żółtych oraz częściowo zielonych na terenie Okręgu Korpusu Nr IX, a także jednostek czarnych na terenie Okręgu Korpusu Nr IV. Początek mobilizacji wyznaczono na godz. 16.00 dnia 23 marca (A=16.00).
Zgodnie z powyższym zarządzeniem, w dniach 23-26 marca 1939 sformowano między innymi:
- 26 DP w OK Nr IV,
- II dywizjon 4 pac w Tomaszowie Mazowieckim, w OK Nr IV,
- 9 DP w OK Nr IX.

Po zakończeniu mobilizacji 37 Pułk Piechoty z 1 baterią 26 Pułku Artylerii Lekkiej został przetransportowany do Wągrowca (I i II batalion) i Żnina (III batalion). Pozostałe oddziały 26 DP zostały przetransportowane z Kutna do Wągrowca w dniach 4-11 lipca 1939 roku. Kwatera Główna została umieszczona w szkole, w m. Wapno Nowe koło Kcyni.
16 maja 1939 roku II/4 pac podporządkowany został dowódcy 30 Poleskiej Dywizji Piechoty.
W czerwcu 9 DP została przetransportowana w rejon Koronowa i podporządkowana gen. dyw. Władysławowi Bortnowskiemu, inspektorowi armii przewidzianemu na stanowisko dowódcy Armii „Pomorze”. Jednym z zadań dywizji miała być osłona interwencji gdańskiej.
Wiosną 1939 roku na lotnisku Bydgoszcz-Biedaszkowo przystąpiono do organizacji Wydzielonego Dywizjonu Towarzyszącego w składzie:
- 46 Eskadra Towarzysząca
- 49 Eskadra Towarzysząca
- Pododdział Parkowy Nr 4
- Pododdział Portowy
- Podkwatermistrzostwo
- Służby

Według Jerzego Pawlaka organizacja dywizjonu pozostawała w ścisłym związku z planami jego użycia w ramach Korpusu Interwencyjnego. 15 maja 1939 roku obie eskadry i dowództwo dywizjonu zostały przeniesione z Torunia do Bydgoszczy. 24 sierpnia 1939 roku rozformowano dowództwo dywizjonu natomiast 46 Eskadra Towarzysząca została przemianowana na 46 Eskadrę Obserwacyjną i razem z Pododdziałem Parkowym Nr 4 podporządkowana dowódcy lotnictwa i OPL Armii „Pomorze”.
Latem 1939 dokonano zmian w ugrupowaniu wyjściowym:
- 26 DP została podporządkowana gen. dyw. Tadeuszowi Kutrzebie, inpektorowi armii przewidzianemu na stanowisko dowódcy Armii „Poznań”,
- 28 DP została podporządkowana gen. dyw. Juliuszowi Rómmlowi, inspektorowi armii przewidzianemu na stanowisko dowódcy Armii „Łódź”,
- 10 BK została skierowana do odwodu gen. bryg. Antoniego Szyllinga, generała do prac przy GISZ przewidzianego na stanowisko dowódcy Armii „Kraków”.

13 sierpnia 1939 roku podjęta została decyzja o utworzeniu Korpusu Interwencyjnego, w celu obrony interesów polskich w przypadku próby puczu prohitlerowskiego lub anektowania Wolnego Miasta Gdańska przez Niemcy. Naczelne władze wojskowe, przy założeniu lokalnego konfliktu zbrojnego, zakładały wkroczenie Korpusu Interwencyjnego na terytorium Wolnego Miasta Gdańska. Ponieważ wielkim jednostkom grupy czarnej zmieniono przydziały, w skład korpusu postanowiono włączyć dywizje z Okręgu Korpusu Nr II.
Tego samego dnia wydano rozkaz sformowania jednostek grupy zielonej, czerwonej i czarnej na terenie Okręgu Korpusu Nr II. Mobilizacja objęła między innymi 13 i 27 DP oraz 2 pac i 24 puł. z 10 BK. Mobilizację przeprowadzono w dniach 14-16 sierpnia. W ciągu następnych dwóch dni oddziały przetransportowane zostały na Pomorze i rozlokowane:
- 13 DP w rejonie Bydgoszcz–Fordon – Solec Kujawski,
- 27 DP w rejonie Bydgoszcz – Inowrocław.

Oddziały znajdowały się w pełnej gotowości bojowej do natychmiastowego transportu na północ. Nie wyładowano nawet ciężkiego sprzętu ze składów transportowych, które oczekiwały na bocznicach.
W dniach 24–27 sierpnia 1939 roku przesunięto 27 DP do rejonu Lubichowo – Osieczna – Ocypel na południowy zachód od Starogardu.
28 sierpnia 1939 roku Kwatera Główna korpusu rozlokowana została w Inowrocławiu. Dowódca korpusu podlegał bezpośrednio Generalnemu Inspektorowi Sił Zbrojnych. Dopiero z chwilą rozpoczęcia działań przechodził w podporządkowanie gen. dyw. Władysława Bortnowskiego. Działania korpusu miały być ubezpieczane od zachodu przez 9 DP i Zgrupowanie „Tuchola”.
Plan działania Korpusu zakładał zdobycie Gdańska szybkim wypadem z rejonu Skarszewy – Starogard. Oddziały miały rozpoczynać działania w miarę przetransportowywania w rejony wyjściowe. Miało to zapewnić natychmiastową reakcję w razie naruszenia status quo w Gdańsku. Natarcie miało przebiegać po osi: Skarszewy – Kolbudy – Wrzeszcz (siłami 27 DP wzmocnionej 1 bcz).
30 sierpnia 1939, w związku ze zmianą sytuacji politycznej podjęta została decyzja o zaniechaniu interwencji i rozwiązaniu korpusu.
31 sierpnia 1939 o godz. 8.50 płk dypl. dr Ignacy Izdebski, I oficer Inspektoratu Armii w Toruniu (szef sztabu Armii „Pomorze”) odebrał z GISZ telefonogram o treści „Kwatera Główna Korpusu, elementy pozadywizyjne korpusu i 13 DP otrzymały rozkaz załadowania i odchodzą do dyspozycji NW. 27 DP oddano do dyspozycji dowódcy armii. Gen. Skwarczyński ze ścisłym sztabem zamelduje się jak najszybciej w Naczelnym Dowództwie.”
1 września 1939 zgodnie z otrzymanym rozkazem 13 DP i 1 bcz zostały skierowane do rejonu koncentracji Armii „Prusy” natomiast Gen. Skwarczyński udał się do marszałka Śmigłego, który zamierzał powierzyć mu dowództwo nad swym północnym odwodem. Dowódca Armii „Pomorze” zatrzymał do swojej dyspozycji także I/2 pac.
Według relacji oficerów z dowództwa 27 DP rozkaz z dowództwa armii o wycofaniu dywizji, marszem pieszym, przez Bory Tucholskie do Fordonu i dalej do rejonu Chełmno-Chełmża dotarł dopiero w godzinach rannych pierwszego dnia wojny. Zwłoka w przekazaniu tego rozkazu doprowadziła do klęski Armii „Pomorze” i załamania jej dowódcy.

## Organizacja wojenna korpusu w sierpniu 1939
- Kwatera Główna Korpusu Interwencyjnego
- 13 Kresowa Dywizja Piechoty
- 27 Dywizja Piechoty
- I dywizjon 2 Pułku Artylerii Ciężkiej
- 1 Batalion Czołgów Lekkich
- 81 Batalion Saperów
- 7 Kompania Przeciwlotnicza Karabinów Maszynowych typu „A” – ppor. Onufry Muszyński
- 121 Lekka Kolumna Pontonowa Typ I

## Obsada personalna dowództwa korpusu
Dowództwo
- dowódca korpusu – gen. bryg. Stanisław Skwarczyński
- dowódca artylerii – płk dr Ludwik Ząbkowski
- oficer sztabu – mjr Marian Jan Sochański
- dowódca OPL – mjr Aleksander Roman Boroński
- dowódca saperów – ppłk sap. Wincenty Krzywiec

Sztab
- szef sztabu – ppłk dypl. Bogdan Alfons Szeligowski
- szef Oddziału I – ppłk dypl. Zygmunt Andrzejowski
- szef Oddziału II – mjr dypl. Adam Witold Chorzewski
- szef Oddziału III – mjr dypl. Jan Alojzy Rudnicki
- oficer operacyjny – kpt. dypl. Marian Bronisław Tonn
- dowódca łączności – mjr Tadeusz Józef Jan Jakubowski